# Eurycyde clitellaria
Eurycyde clitellaria is een zeespin uit de familie Ascorhynchidae. De soort behoort tot het geslacht Eurycyde. Eurycyde clitellaria werd in 1955 voor het eerst wetenschappelijk beschreven door Stock. 